# Circus Blumenfeld

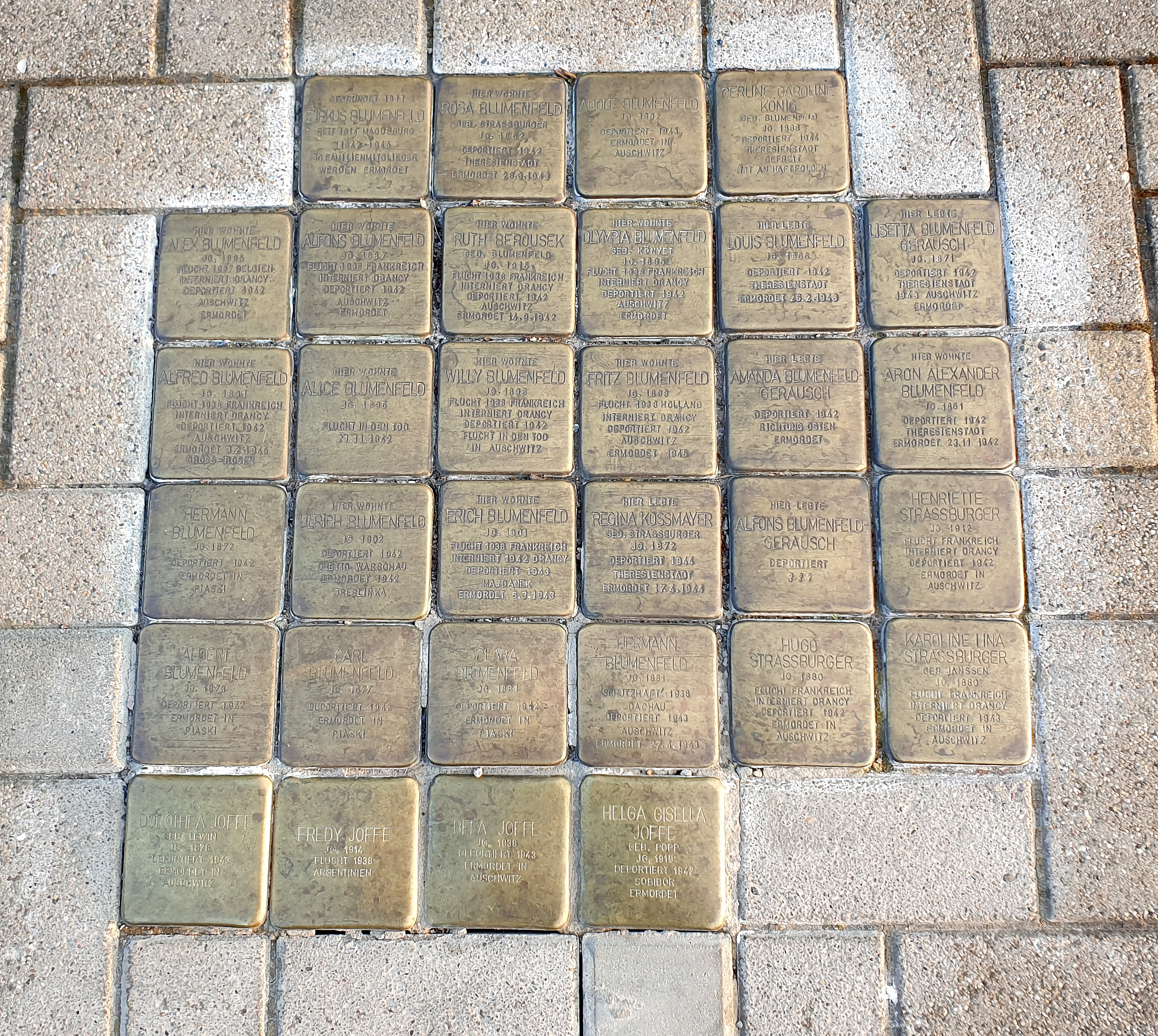
Stolpersteine in Magdeburg

Der Circus Blumenfeld war ein deutsches Zirkusunternehmen der jüdischen Familie Blumenfeld. In Magdeburg verfügte der Circus über ein ansehnliches Gebäude an der damaligen Königstraße, der heutigen Walther-Rathenau-Straße. Der Zirkus wurde 1811 gegründet, bestand 117 Jahre und ging 1928 – also noch vor Ausbruch der Weltwirtschaftskrise – bankrott. Die meisten Familienangehörigen wurden im Holocaust ermordet, nur wenige überlebten den Zweiten Weltkrieg.

## Geschichte

### Beginn bis Ende des 19. Jahrhunderts
Die Familie Blumenfeld stammt ursprünglich aus dem Rheinland und war schon im 17. Jahrhundert als fahrende Gaukler unterwegs. In Stadtchroniken von Frankfurt und Leipzig aus dieser Zeit werden sie als Seiltänzer aufgeführt. Im 18. Jahrhundert bildeten sie eine „Gymnastikertruppe“.
Gründer des Circus Blumenfeld war Maurice Levi Cerf (1783–1867), auch Moritz Hirsch Levy genannt. Er stammte aus dem Elsass und besaß eine Wandermenagerie mit Vögeln und Affen. Als er in Beuel eine Tochter der Blumenfelds heiratete, durfte er mit behördlicher Bewilligung ihren Familiennamen übernehmen. Im Jahre 1811 begann die Familie als Circus Blumenfeld mit vier Pferden, zwei Bären und einigen Artisten auf Tournee zu gehen. Maurice/Moritz Blumenfeld und seine Ehefrau hatten neun Kinder: Moritz, Meyer, Emanuel, Sophia, Nathan, Leopold, Hermann, Mina, David und Simon.
Die Kinder von Moritz Blumenfeld traten zunächst im Circus Blumenfeld auf. Einige unter ihnen gründeten auch eigene Zirkusse, darunter der jüngste Sohn Simon, der um 1829 in Wassenberg geboren wurde. Mit seiner Frau, der Kunstreiterin Wilhelmina Blennow (* 1841 in Trier), die er 1859 heiratete, hatte er sieben Kinder. Ihre unterschiedlichen Geburtsorte widerspiegeln die nomadische Lebensweise im Zirkus: Egon (* 1861 in Leipzig), Virginie Henriette Wilhelmine Clothilde (* 1862 in Zwolle), Alexander August Hugo (* 1863 in Delft), Karl Heinrich (* 1866 in Warschau), Baptist Fritz (* 1868 in Braunschweig), Paul Matthäus (* 1874 in Pfullendorf) und Wilhelm Eduard (* 1876 in Reutlingen). Zwei weitere Kinder starben wahrscheinlich noch im Kindesalter. Die Zeitung Algemeen Handelsblad berichtet von einem Auftritt in Amsterdam im September 1862. Um 1867 gründete Simon seinen eigenen Circus Simon Blumenfeld, der während drei Wochen im Januar 1877 in Nördlingen mit 60 Artisten und 18 Pferden auftrat. Zwischen 1889 und 1894 war der Circus Simon Blumenfeld auf Auslandstourneen in Dänemark, Norwegen und Schweden. 1895 wanderte die gesamte Familie nach London aus. Hier starben Simon am 2. Juni 1911 und seine Frau Wilhelmine am 30. Oktober 1915.
In vielen Zirkussen entstanden eigene Berufsjargons; der Circus Blumenfeld bildete die Blumenfeldsprache, eine Mischung aus Französisch, Jiddisch, Romanes und zirkustechnischen Fachausdrücken.
1834 übergab der Gründer Moritz Blumenfeld den Zirkus an seinen Sohn Emanuel. Dieser modernisierte den Betrieb, legte den Schwerpunkt auf die Darbietung von Pferden und bildete seine Kinder zu hervorragenden Kunstreitern aus. Nach dem Tod seiner ersten Ehefrau Jetta Hartog heiratete er Jeannette Stein, die den Zirkus ihrer Eltern in die Ehe einbrachte, so dass der Circus Blumenfeld zu einem der größten deutschen Zirkusbetriebe seiner Zeit wurde.
1874 erwarb der Circus Blumenfeld ein Winterquartier im schlesischen Guhrau. Als Emanuel 1885 starb, übernahm seine Witwe bis 1896 die Leitung. In dieser Zeit konnte der Zirkus über 80 Pferde und verschiedenartig dressierte Tiere wie beispielsweise ein „Wunderschwein“ vorführen und besuchte in einer siebenmonatigen Saison 120 Orte. 1897 wechselte das Unternehmen von der Straße auf die Schiene, wodurch zwar weniger Orte bereist werden konnten, aber dafür verweilte man länger in den Städten. Um die Wende zum 20. Jahrhundert verfügte der Zirkus über sechs Zelte, 130 Pferde, ein eigenes Orchester, und die durchschnittliche Besucherzahl betrug 4000 Personen.
Emanuel hatte sechzehn Kinder. Die Betriebsleitung wurde zunächst von seinen Söhnen Adolf, Hermann, Simon und dann von Simons Söhnen übernommen. Aus der Ehe von Simon Blumenfeld und Rosa Strassburger entstammten die Kinder Betty, Jeannette, Arthur und Eugen sowie Alex, Alfons, Alfred, Alice, Willy, Fritz und Erich.

### 20. Jahrhundert
Der Erste Weltkrieg schädigte das Unternehmen nachhaltig. Sieben von Simons acht Söhnen wurden zum Heer eingezogen. Viele Tiere wurden für militärische Zwecke requiriert oder verhungerten. Nachdem das Winterquartier in Guhrau aufgegeben werden musste, wurde der Hauptsitz nach Magdeburg verlegt. In den 1920er Jahren wurden die traditionellen Pferdenummern wieder aufgenommen, mit einem römischen Wagenrennen zum Abschluss. 1922 ging der Zirkus auf eine Auslandstournee in die baltischen Staaten, und bis 1925 fand er wieder Anschluss an die großen deutschen Unternehmen. Er besaß damals 45 Pferde, zwei Elefanten, vier Kamele, zwei Dromedare, drei Lamas, ein Guanako und zwei Stiere. Infolge von Arbeitslosigkeit und der beginnenden politischen Radikalisierung musste das Unternehmen 1928 Konkurs anmelden.
Nach der nationalsozialistischen Machtergreifung 1933 wurden Zirkusse geschlossen. Die Blumenfelds konnten nur noch kurze Zeit in anderen Zirkussen auftreten und wurden bald darauf als Juden vom Arbeitsleben ausgeschlossen. Simons Sohn Eugen starb 1937 in Magdeburg, seine Tochter Jeannette emigrierte nach Großbritannien. Simon selbst und seine Frau Rosa wurden im KZ Theresienstadt ermordet. Ihre Kinder Alice und Willy begingen in Theresienstadt und Auschwitz Selbstmord. Alex, Alfons, Alfred, Willy, Fritz und Erich emigrierten nach Frankreich, wurden aber ins Sammellager Drancy und von dort aus weiter nach Auschwitz und Majdanek deportiert und dort ermordet. Das Schicksal von Betty ist unklar.
Nur Arthur überlebte den Zweiten Weltkrieg und konnte sich in Berlin verstecken. Nach Kriegsende versuchte er mit seiner Frau Victoria, den Zirkus wiederzubeleben und trat vor alliierten Truppen und Waisenkindern auf. 1949 musste er jedoch den Betrieb an den Circus Busch verkaufen und beging 1951 Selbstmord. In den 1960er Jahren heiratete Jack Blumenfeld, Urenkel von Emanuel, Christine Busch und übernahm die Leitung des Circus Busch.
Das Zirkusgebäude des Circus Blumenfeld wurde beim Luftangriff auf Magdeburg am 16. Januar 1945 zerstört. Am ehemaligen Gebäudestandort an der Walter-Rathenau-Straße erinnert eine Reihe von Stolpersteinen an die im Holocaust ermordeten Familienmitglieder. Auf dem Israelitischen Friedhof Magdeburg sind einige Mitglieder der Familie Blumenfeld begraben.